# Aeroflot-Flug 17
Am 13. Mai 1949 verunglückte eine Iljuschin Il-12P  auf dem 2. Abschnitt des innersowjetischen Linienfluges Aeroflot-Flug 17, der von Moskau nach Krasnojarsk über Omsk und Nowosibirsk verlaufen sollte, wobei alle 25 Insassen starben. Es handelte sich um den bis dahin schwersten Flugunfall mit einer Iljuschin Il-12.

## Maschine
Die Maschine (Luftfahrzeugkennzeichen: CCCP-Л1777/SSSR-L1777, Werknummer:93013208) hatte erst seit dem 14. März desselben Jahres nur 51 Flugstunden absolviert.

## Besatzung
Die Besatzung bestand aus dem Flugkapitän Iwan Alexandrowitsch Latuchow, dem Ersten Offizier Boris Iwanowitsch Tschebotarew, dem Flugingenieur Iwan Aleksejewitsch Kartawy, dem Funker Michail Samoilowitsch Mogilnizkij und der Flugbegleiterin Nina Fjodorowna Maximowa.

## Verlauf
Alle Uhrzeiten entsprechen der Moskauer Zeit (MSK).
Das Flugzeug hob um 12:13 Uhr in Omsk ab. Um 13:28 Uhr erhielten die Piloten die Erlaubnis, in den Luftraum Nowosibirsk einzufliegen, nachdem sie um 13:00 Uhr bereits dreimal darum gebeten hatten. Aufgrund von starken atmosphärisch bedingten Störungen war die Kommunikation instabil und konnte erst ab 14:00 Uhr wiederhergestellt werden. Während die Piloten auf die Landefreigabe warteten, flogen sie eine Warteschleife. Der Anfluglotse in Nowosibirsk gab die Freigabe schließlich sowie die Erlaubnis zum Sinkflug auf 700 m. Nachdem die Piloten um 14:07 Uhr funkten, sie seien in einer Wolke und hielten hin und wieder Ausschau nach dem Boden, gab es keinen weiteren Kontakt.
Augenzeugen berichteten für einen Zeitraum von 14:00 Uhr bis 14:10 Uhr, dass das Flugzeug in einer Gewitterwolke flog und auf 70–100 m diese durchbrach. Darauf stürzte es um 14:10 Uhr mit 65° Rechtsneigung, 12 km vom Flughafen Nowosibirsk entfernt, in einen 4 m hohen Erdhügel. Die Trümmer wurden über den Hügel geschleudert und brannten aus.

## Ursache
Anhand der tatsächlichen Wetterdaten für den Unfallzeitpunkt schlossen die Ermittler, dass um 14:07 Uhr die Piloten, ohne es zu wissen, in eine Gewitterwolke gerieten, in der starke Böen auftraten. In diesem Moment schlug ein Blitz ein, woraufhin Kopilot Tschebotarew, dessen posthume Obduktion das bewies, und Funker Mogilnizkij das Bewusstsein verloren. Tschebotarew fiel auf das Steuerhorn und blockierte es, weswegen Kapitän Latuchow, der wahrscheinlich genauso wie Flugingenieur Kartawy beeinträchtigt und unter Schock war, Schwierigkeiten bei der Steuerung hatte. Er flog, ohne im dichten Hagel und Regen etwas erkennen zu können, und ohne noch die Instrumente im Blick zu haben, eine U-Kurve, bei der die Il-12 sich immer stärker nach rechts neigte und abstürzte.
Als beitragende Faktoren wurde angegeben:
- 1) Mehrere gefährliche Wetterphänomene, die auftraten, wurden nicht vorhergesagt; darunter ein Gewitter auf der ersten Streckenhälfte
- 2) Die Entscheidung von Kapitän Latuchow, in die Wolke zu fliegen
- 3) Unzureichende Flugüberwachung, wozu auch die instabile Funkverbindung, die unzureichende Wettervorhersage, die nicht rechtzeitige Benachrichtigung an die Piloten und die mangelhafte Kommunikation der Wetterdienste an den Flughäfen beitrugen:

So erhielt der Fluglotse in Omsk bereits zwischen 12:00 Uhr und 12:35 Uhr drei Gewitterwarnungen, gab sie aber nicht weiter und gab auch keine Anweisungen an die Piloten, den Weiterflug abzubrechen.